# Cymbalophora denudata
Cymbalophora denudata är en fjärilsart som beskrevs av Franz Dannehl 1929. Cymbalophora denudata ingår i släktet Cymbalophora och familjen björnspinnare. Inga underarter finns listade i Catalogue of Life.